# Габбардтон (Вермонт)
Габбардтон (англ. Hubbardton) — місто (англ. town) в США, в окрузі Ратленд штату Вермонт. Населення — 735 осіб (2020).

## Демографія
Згідно з переписом 2010 року, у місті мешкало 706 осіб у 315 домогосподарствах у складі 193 родин. Було 602 помешкання
Расовий склад населення:
| - 97,5 % — білих - 0,3 % — чорних або афроамериканців - 0,1 % — вихідців з тихоокеанських островів - 0,1 % — азіатів |

До двох чи більше рас належало 2,0 %. Частка іспаномовних становила 1,4 % від усіх жителів.
За віковим діапазоном населення розподілялося таким чином: 18,1 % — особи молодші 18 років, 65,3 % — особи у віці 18—64 років, 16,6 % — особи у віці 65 років та старші. Медіана віку мешканця становила 47,7 року. На 100 осіб жіночої статі у місті припадало 107,6 чоловіків;  на 100 жінок у віці від 18 років та старших — 101,4 чоловіків також старших 18 років.
Середній дохід на одне домашнє господарство  становив 63 906 доларів США (медіана — 56 071), а середній дохід на одну сім'ю — 78 720 доларів (медіана — 71 944). Медіана доходів становила 48 750 доларів для чоловіків та 38 333 долари для жінок. За межею бідності перебувало 9,0 % осіб, у тому числі 4,0 % дітей у віці до 18 років та 16,0 % осіб у віці 65 років та старших.
Цивільне працевлаштоване населення становило 267 осіб. Основні галузі зайнятості: освіта, охорона здоров'я та соціальна допомога — 28,1 %, роздрібна торгівля — 13,9 %, науковці, спеціалісти, менеджери — 11,2 %.